# Hans Weiler
Hans Norbert Weiler (ur. 13 września 1934 w Krefeld) – niemiecko-amerykański uczony, wykładowca akademicki i polityk; jeden z senatorów-założycieli i drugi rektor w historii odtworzonego Europejskiego Uniwersytetu Viadrina we Frankfurcie nad Odrą.

## Życiorys
Kształcił się jako politolog we Frankfurcie nad Menem, we Fryburgu (1956-1960) i Londynie. W wyniku naturalizacji uzyskał obywatelstwo amerykańskie. Emerytowany profesor wychowania i nauk politycznych Stanford University (1965-1993). Od 14 października 1993 rektor nowego Europa-Universität Viadrina we Frankfurcie nad Odrą. 11 października 1999 jego następczynią została Gesine Schwan.
Hans N. Weiler, za swój wkład w odtworzenie Uniwersytetu Viadrina we Frankfurcie nad Odrą, otrzymał w 1999 Krzyż Komandorski Orderu Zasługi Rzeczypospolitej Polskiej, zaś w 2001 Krzyż Oficerski Orderu Zasługi Republiki Federalnej Niemiec. Od 2002 jest doktorem honoris causa Wydziału Kulturoznawstwa tejże uczelni. W 2012 odznaczony Orderem Zasługi Brandenburgii.

## Rodzina
27 lutego 1965 poślubił Frauke R. Hartmann, mają dwóch synów: Stephana (ur. 1965) i Olivera (ur. 1968).